# Sepet

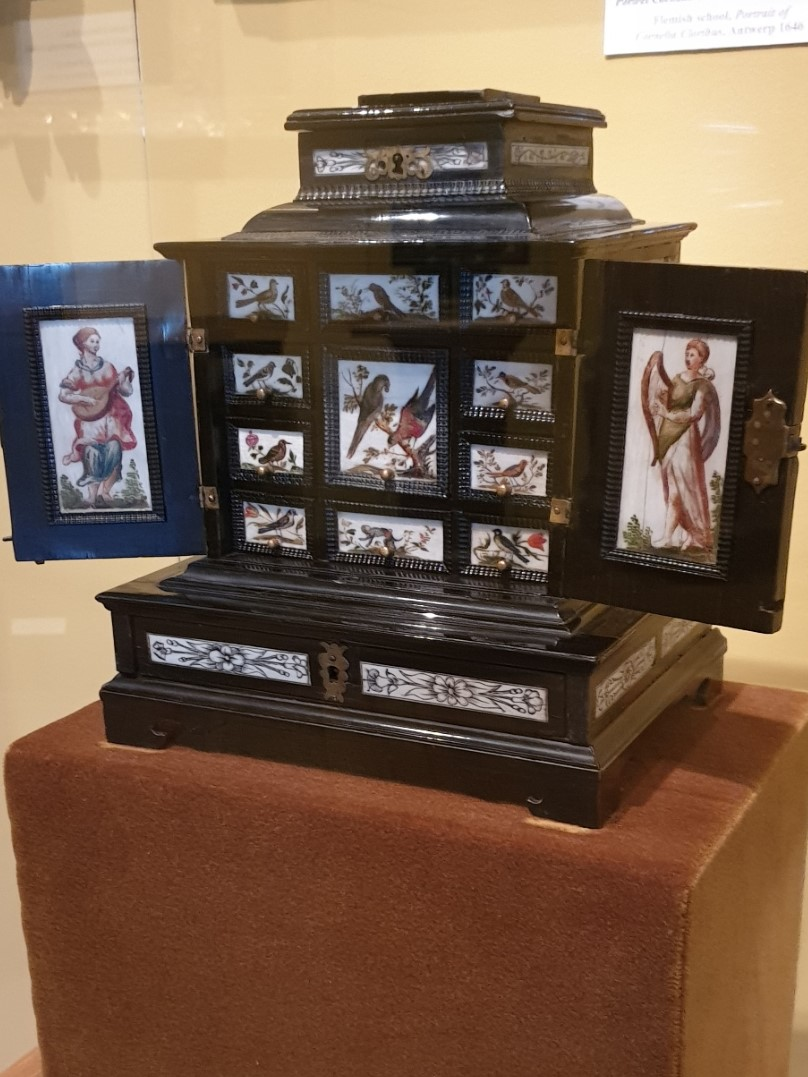
Sepet (Zamek Pieskowa Skała)

Sepet – mebel, rodzaj skrzynki z szufladkami i (niekiedy) z pulpitem służący do przechowywania kosztowności bądź dokumentów. Zwykle zdobiony był okuciami, intarsjowany, inkrustowany bądź malowany. W Polsce upowszechnił się w XVII i 1. połowie XVIII wieku.